# Окка
О́кка (среди славян — о́ко) — османская мера веса.
Окка (око) равна 400 дирхемам по 3,207 г = 1,2828 кг. Согласно Отто Блау, 180 окка составляют химл.
Название меры око (или ока) было распространено среди славянских народов несколько столетий, в том числе у украинцев в XVIII веке, как мера веса товаров, импортируемых из Турции, Крыма и Греции: табака, кофе, масел, риса, вина, лимонного сока и т. п.